# Megara (grekisk mytologi)

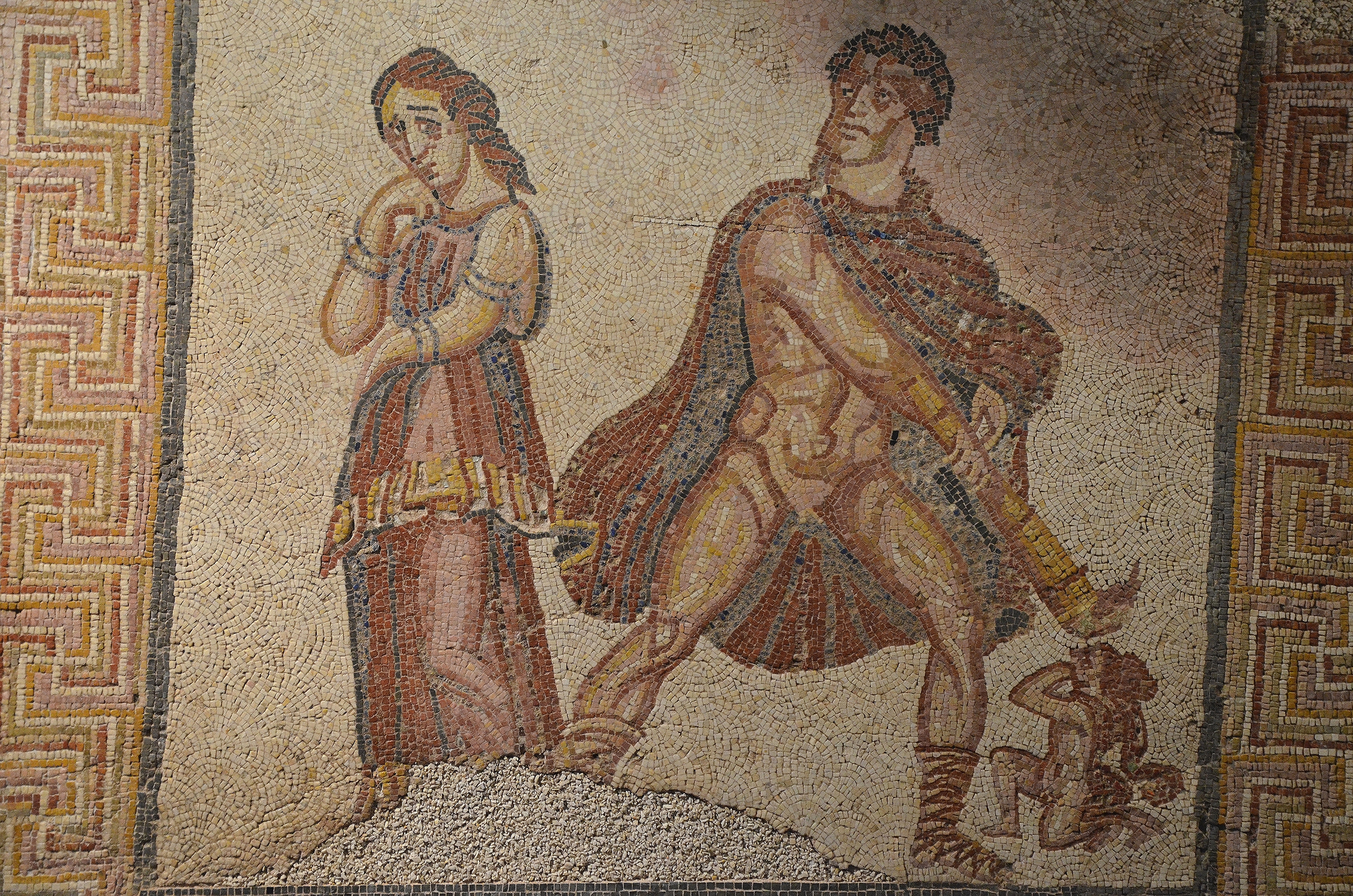
Mosaik med Megara och Herakles.

Megara var i grekisk mytologi en underskön hustru till Herakles och äldsta dottern till Kreon, kungen av Thebe. Detta äktenskap fick Herakles som belöning för att han hjälpt kung Kreon att besegra minyerna i Orchomenos, som sedan tidigare var tributsskyldiga till Thebe, i ett krig. Förutom att Megara blev bortgift till Herakles, resulterade kriget i att minyerna blev tvungna att betala dubbelt så stor tribut till Thebe.
Hera, Herakles styvmor förhäxade Herakles som drabbades av ett vansinnesutbrott och dödade sina och Megaras barn. I vissa versioner dödade han även Megara vid detta tillfälle. Enligt andra versioner skilde han sig från henne och gifte bort henne till sin brorson Iolaus efter sina tolv berömda stordåd åt kung Eurystheus, troligtvis eftersom synen av henne påminde honom om hans mord på deras barn.
Megara och Iolaus fick en dotter, Leipephilene, som var känd för sin skönhet och som blev förmoder till en kungaätt i Korinth.